# Cliodinàmica

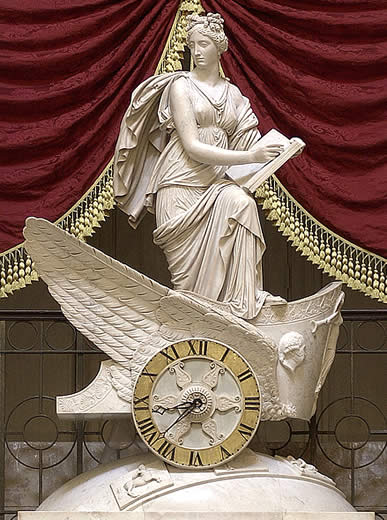
Clio dalt del carro de la història

Cliodinàmica (de Clio, la musa de la història, i dinàmica, l'estudi de processos temporalment variables), és una conjectura pseudocientífica que postula que les dinàmiques històriques es poden modelar matemàticament. Les principals realitzacions van ser fetes amb relació a la modelització matemàtica dels cicles de les dinàmiques socidemogràfiques, com les de Turtxín el 2003 i les d'Korotàiev et al. en 2006, i les grans tendències de la dinàmica del món.